# Longitarsus angelikae
Longitarsus angelikae es una especie de insecto coleóptero de la familia Chrysomelidae. Fue descrita científicamente en 2001 por Fritzlar.